# Puelches Airport
Puelches Airport är en flygplats i Argentina.   Den ligger i provinsen La Pampa, i den centrala delen av landet, 800 km sydväst om huvudstaden Buenos Aires. Puelches Airport ligger 232 meter över havet.
Terrängen runt Puelches Airport är platt. Trakten runt Puelches Airport är nära nog obefolkad, med mindre än två invånare per kvadratkilometer.. Närmaste större samhälle är Puelches, 0,84 km öster om Puelches Airport.
Omgivningarna runt Puelches Airport är i huvudsak ett öppet busklandskap.